# Светящаяся дуга
«Светя́щаяся дуга́» (нем. Lichtbogen) — сочинение для девяти инструменталистов и живой электроники финского композитора Кайи Саариахо. По словам автора, музыка изображает северное сияние.
Написано в 1985—1986 годах по заказу Министерства культуры Франции, впервые исполнено 23 мая 1986 года в Париже ансамблем 2e2m под управлением Жоржа-Эли Октора (сына Жоржа Октора). Посвящено основателю ансамбля, французскому композитору и дирижёру Полю Мефано.
Гармоническая идея сочинения возникла, когда композитор вместе с виолончелистом Ансси Карттуненом в институте IRCAM анализировала с помощью компьютера, как меняется акустический спектр искусственного флажолета на виолончели при пережиме — усилении давления смычка на струну. «Светящаяся дуга» воспроизводит тот же звуковой процесс в сильно «увеличенном» и переложенном на инструментальный ансамбль виде; таким образом, композицию можно отнести к направлению спектрализма.
Состав ансамбля:
- флейта — заменяется на флейту-пикколо и альтовую флейту;
- ударные (1 исполнитель) — вибрафон, маримба, ксилофон, колокольчики, античные тарелочки, большой барабан, тарелка;
- фортепиано, арфа;
- 2 скрипки, альт, виолончель, контрабас;
- электроника.

Время звучания — около 17 минут.
В длящемся около полутора минут вступлении (такты 1—41) все инструменты всё время играют одну и ту же ноту, фа-диез первой октавы, — создавая протяжённое, застылое, переливающееся различными красками звучание.